# Puig Sesarques
El Puig Sesarques és una muntanya de 880 metres que es troba entre els municipis de Canet d'Adri, a la comarca del Gironès i de Sant Miquel de Campmajor, a la comarca del Pla de l'Estany, sent el Sostre Comarcal d'aquesta darrera comarca.